# Guy Hasson
Guy Hasson —en hebreo: גיא חסון‎, 5 de abril de 1973— es un dramaturgo, guionista y escritor israelí adscrito a varios géneros, entre los que se encuentra la ciencia ficción. Su trabajo como guionista y dramaturgo generalmente lo realiza en hebreo, mientras que su trabajo literario casi exclusivamente en inglés.

## Obras

### Literatura
- Life: The Game (2005), novela publicada como Metziut: Hamischak.
- Hatchling (2003), colección de cuentos publicada como Hatzad Ha'afel.
- Hope for Utopia (2002), novela corta electrónica reimpresa en 2005.
- In The Beginning... (2001), novela corta electrónica serializada en hebreo en el webzine Bli Panika (2003) como Hatzel Shel Elohim.

### Obras de teatro(listado parcial)
- Snookums and Huggybuns, escrita y dirigida por Guy Hasson.
- The Kid Who Turned Into an Egg, escrita por Guy Hasson y dirigida por Avraham Dana.
- Salomon's Stories, escrita por Isaac Hasson y dirigida por Guy Hasson.
- Every Chair's Nightmare, escrita y dirigida por Guy Hasson.
- Aleph-Noon, escrita por Guy Hasson.